# Nephrotoma livingstonei
Nephrotoma livingstonei är en tvåvingeart som beskrevs av Alexander 1921. Nephrotoma livingstonei ingår i släktet Nephrotoma och familjen storharkrankar. Inga underarter finns listade i Catalogue of Life.